# A Flair for the Dramatic Tour
Die A Flair for the Dramatic Tour ist eine Zusammensetzung mehrerer Konzertreisen der US-amerikanischen Post-Hardcore-Band Pierce the Veil aus San Diego, die das Ziel hatten das Debütalbum der Gruppe, A Flair for the Dramatic zu bewerben. Insgesamt umfassten acht einzelne Konzertreisen, die zumeist in den Vereinigten Staaten und Kanada stattfanden, die A Flair for the Dramatic Tour. Lediglich die The Blackout UK Tour, die vom 4. bis zum 17. Oktober 2007 lief, fand im Vereinigten Königreich statt. Die Tournee startete am 23. September 2007 in Grand Rapids und endete am 9. April 2009 in Montreal. Insgesamt spielte die Gruppe 221 Shows.

## Hintergrund und Tourverlauf

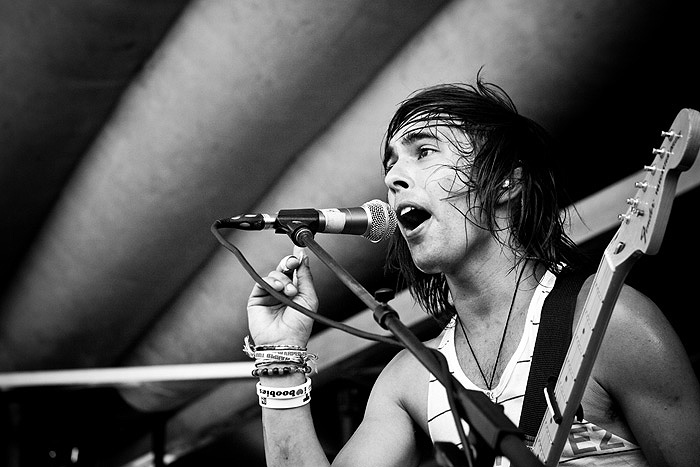
Vic Fuentes spielt auf der Warped Tour 2008.

Die Konzertreisen, allesamt eigenständig, wurden gespielt um das Debütalbum der Band, A Flair for the Dramatic (erschien am 26. Juni 2007 über Equal Vision Records) zu bewerben. Die erste Tournee fand zwischen dem 23. September 2007 und dem 2. Oktober 2007 in den Vereinigten Staaten statt. Die Gruppe war Vorband für Chiodos, The Devil Wears Prada, Alesana und Simcoe Street Mob. Pierce the Veil traten dabei lediglich auf der ersten Tourhälfte auf. Die zweite Hälfte der Konzertreise wurde von Underminded absolviert. Die Tour trug den Namen I’m a Mathlete, Not an Athlete Tour. Zwischen dem 4. und 17. Oktober 2007 folgte eine 14-tägige Konzertreise als Vorgruppe für The Blackout. Als weitere Vorband spielte Flood of Red.
Pierce the Veil tourte danach erneut als Vorgruppe für Chiodos und The Devil Wears Prada. Des Weiteren waren Scary Kids Scaring Kids und Emery auf dieser Tournee, welche die Vereinigten Staaten und Kanada führte. Abschließend folgte die Rather Be Slayin Noobz Tour, die die Gruppe als Vorband für From First to Last und Four Year Strong absolvierte. Als weitere Vorband traten Envy on the Coast auf. Die Konzertreise lief vom 19. November 2007 bis zum 9. Dezember 2007.

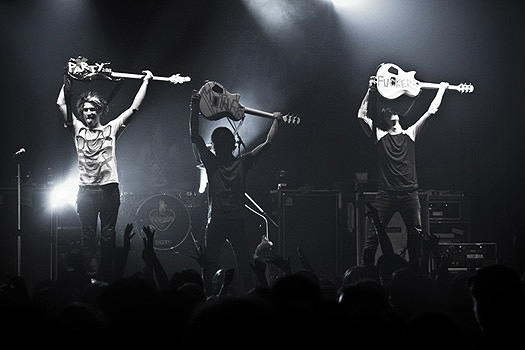
Pierce the Veil im März 2009.

Anfang des Jahres 2008 spielte Pierce the Veil erneut mit Emery. Außerdem traten As Cities Burn, Mayday Parade und Cry of the Afflicted auf der 45 Konzerte umfassenden Tournee auf. Am 6. April 2008 spielte die Gruppe auf dem Bamboozle Left in Irvine. Insgesamt besuchten mehr als 20,000 Besucher das zweitägige – inzwischen aber nicht mehr stattfindende – Festival. Zwischen dem 20. Juni 2008 und dem 17. August 2008 spielte die Gruppe erstmals die komplette Warped Tour, wo die Gruppe auf der Hurley Stage unter anderem mit All Time Low, We the Kings und Mayday Parade zu sehen war. Im Oktober und November folgte die The Delicious Tour, bei der die Gruppe als Vorband für Breathe Carolina, Emarosa und Four Letter Lie auftrat. Zwischen dem 14. Februar 2009 und dem 9. April 2009 folgte abschließend die Taste of Chaos-Tour mit Thursday, Bring Me the Horizon, Four Year Strong und Cancer Bats mit Pierce the Veil auftraten.

## Vorbands
- Chiodos, The Devil Wears Prada, Alesana, Pierce the Veil, Simcoe Street Mob (23. September 2007 – 2. Oktober 2007, 7 Konzerte)
- The Blackout, Pierce the Veil, Flood of Red (4. – 17. Oktober 2007, 12 Konzerte)
- Chiodos, Scary Kids Scaring Kids, Emery, The Devil Wears Prada, Pierce the Veil (4.–17. November 2007, 12 Konzerte)
- From First to Last, Four Year Strong, Pierce the Veil, Envy on the Coast (19. November 2007 – 9. Dezember 2009, 18 Konzerte)
- u. a. Protest the Hero, Hot Water Music, A Day to Remember, My Chemical Romance, Pierce the Veil (6. April 2008, Bamboozle Left, 1 Konzert)
- Pierce the Veil, Emery, Mayday Parade, As Cities Burn, Cry of the Afflicted (31. Januar 2008 – 22. März 2008, 45 Konzerte)
- u. a. All Time Low, We the Kings, Mayday Parade, The Devil Wears Prada (Warped Tour 2008, 46 Konzerte)
- Emarosa, Pierce the Veil, Breathe Carolina, Four Letter Lie (17. Oktober 2008 – 29. November 2008, 36 Konzerte[14])
- Thursday, Bring Me the Horizon, Pierce the Veil, Four Year Strong, Cancer Bats (Taste-of-Chaos-Tour, 43 Konzerte)

## Tourdaten

### I’m a Mathlete, Not an Athlete Tour
| Datum              | Stadt        | Land               | Veranstaltungsort |
| ------------------ | ------------ | ------------------ | ----------------- |
| 23. September 2007 | Grand Rapids | Vereinigte Staaten | The Intersection  |
| 25. September 2007 | Omaha        | Vereinigte Staaten | Sokol Underground |
| 28. September 2007 | Reno         | Vereinigte Staaten | The New Oasis     |
| 29. September 2007 | Orangevale   | Vereinigte Staaten | Boardwalk         |
| 30. September 2007 | Pomona       | Vereinigte Staaten | Glass House       |
| 01. Oktober 2007   | Tucson       | Vereinigte Staaten | The Rock          |
| 02. Oktober 2007   | Albuquerque  | Vereinigte Staaten | Sunshine Theatre  |

### The Blackout UK Tour
| Datum            | Stadt              | Land                   | Veranstaltungsort |
| ---------------- | ------------------ | ---------------------- | ----------------- |
| 04. Oktober 2007 | Northampton        | Vereinigtes Königreich | Soundhaus         |
| 05. Oktober 2007 | Yeovil             | Vereinigtes Königreich | Ski Lodge         |
| 06. Oktober 2007 | London             | Vereinigtes Königreich | Mean Fiddler      |
| 07. Oktober 2007 | Manchester         | Vereinigtes Königreich | Academy 3         |
| 09. Oktober 2007 | Sheffield          | Vereinigtes Königreich | Steel Stage       |
| 10. Oktober 2007 | Birmingham         | Vereinigtes Königreich | Academy 2         |
| 11. Oktober 2007 | Glasgow            | Vereinigtes Königreich | King Tut's        |
| 12. Oktober 2007 | Aberdeen           | Vereinigtes Königreich | Tunnels           |
| 13. Oktober 2007 | Edinburgh          | Vereinigtes Königreich | Cabaret Voltaire  |
| 14. Oktober 2007 | Leeds              | Vereinigtes Königreich | Cockpit           |
| 16. Oktober 2007 | Cardiff University | Vereinigtes Königreich | Solus             |
| 17. Oktober 2007 | Nottingham         | Vereinigtes Königreich | Rescue Rooms      |

### The Bone Palace Ballet Tour
| Datum             | Stadt            | Land               | Veranstaltungsort |
| ----------------- | ---------------- | ------------------ | ----------------- |
| 04. November 2007 | Phoenix          | Vereinigte Staaten | Marquee Theater   |
| 06. November 2007 | San Antonio      | Vereinigte Staaten | White Rabbit      |
| 07. November 2007 | Dallas           | Vereinigte Staaten | The Door          |
| 08. November 2007 | Houston          | Vereinigte Staaten | Meridian          |
| 09. November 2007 | Little Rock      | Vereinigte Staaten | The Village       |
| 10. November 2007 | Atlanta          | Vereinigte Staaten | The Masquerade    |
| 11. November 2007 | Saint Petersburg | Vereinigte Staaten | Janus Landing     |
| 12. November 2007 | Orlando          | Vereinigte Staaten | House of Blues    |
| 13. November 2007 | Ft. Lauderdale   | Vereinigte Staaten | Revolution        |
| 15. November 2007 | Myrtle Beach     | Vereinigte Staaten | House of Blues    |
| 16. November 2007 | Charlotte        | Vereinigte Staaten | Tremont           |
| 17. November 2007 | Norfolk          | Vereinigte Staaten | Norva             |

### Rather Be Slayin Noobz Tour
| Datum             | Stadt          | Land               | Veranstaltungsort    |
| ----------------- | -------------- | ------------------ | -------------------- |
| 19. November 2007 | Covington      | Vereinigte Staaten | The Mad Hatter       |
| 20. November 2007 | Cleveland      | Vereinigte Staaten | Peabody's Down Under |
| 21. November 2007 | Tinley Park    | Vereinigte Staaten | Mojoes Rock House    |
| 23. November 2007 | Dallas         | Vereinigte Staaten | Meridian             |
| 24. November 2007 | Houston        | Vereinigte Staaten | Java Jazz            |
| 25. November 2007 | San Antonio    | Vereinigte Staaten | White Rabbit         |
| 27. November 2007 | Kansas City    | Vereinigte Staaten | Grand Emporium       |
| 28. November 2007 | Denver         | Vereinigte Staaten | Marquis Theatre      |
| 29. November 2007 | Salt Lake City | Vereinigte Staaten | Avalon Theater       |
| 30. November 2007 | Boise          | Vereinigte Staaten | The Venue            |
| 01. Dezember 2007 | Portland       | Vereinigte Staaten | Hawthorne Theater    |
| 02. Dezember 2007 | Seattle        | Vereinigte Staaten | El Corazon           |
| 04. Dezember 2007 | Fresno         | Vereinigte Staaten | The Exit             |
| 05. Dezember 2007 | Pomona         | Vereinigte Staaten | Glasshouse           |
| 06. Dezember 2007 | San Diego      | Vereinigte Staaten | Soma                 |
| 07. Dezember 2007 | West Hollywood | Vereinigte Staaten | The Troubadour       |
| 08. Dezember 2007 | Bakersfield    | Vereinigte Staaten | Golden State Hall    |
| 09. Dezember 2007 | San Francisco  | Vereinigte Staaten | Slim’s               |

### Winter US Tour
| Datum            | Stadt                     | Land               | Veranstaltungsort           |
| ---------------- | ------------------------- | ------------------ | --------------------------- |
| 29. Januar 2008  | Nashville                 | Vereinigte Staaten | Rocketown                   |
| 30. Januar 2008  | Columbus                  | Vereinigte Staaten | Newport Music Hall          |
| 31. Januar 2008  | Chicago                   | Vereinigte Staaten | Metro                       |
| 01. Februar 2008 | Cleveland                 | Vereinigte Staaten | Agora Ballroom              |
| 02. Februar 2008 | Detroit                   | Vereinigte Staaten | St. Andrews Hall            |
| 04. Februar 2008 | Madison                   | Vereinigte Staaten | Majestic Theatre            |
| 05. Februar 2008 | St. Paul                  | Vereinigte Staaten | MN Station 4                |
| 06. Februar 2008 | Omaha                     | Vereinigte Staaten | Sokol Underground           |
| 07. Februar 2008 | Lawrence                  | Vereinigte Staaten | Liberty Hall                |
| 08. Februar 2008 | Denver                    | Vereinigte Staaten | Marquee Theatre             |
| 09. Februar 2008 | Salt Lake City            | Vereinigte Staaten | Avalon Theater              |
| 11. Februar 2008 | Seattle                   | Vereinigte Staaten | Showbox at the Market       |
| 12. Februar 2008 | Portland                  | Vereinigte Staaten | Wonder Ballroom             |
| 13. Februar 2008 | Orangevale                | Vereinigte Staaten | The Boardwalk               |
| 14. Februar 2008 | San Francisco             | Vereinigte Staaten | Bottom Of The Hill          |
| 15. Februar 2008 | West Hollywood            | Vereinigte Staaten | The Troubadour              |
| 16. Februar 2008 | San Diego                 | Vereinigte Staaten | SOMA Sidestage              |
| 17. Februar 2008 | Pomona                    | Vereinigte Staaten | Glasshouse                  |
| 18. Februar 2008 | Las Vegas                 | Vereinigte Staaten | Jillian's                   |
| 19. Februar 2008 | Tempe                     | Vereinigte Staaten | Marquee Theatre             |
| 20. Februar 2008 | Albuquerque               | Vereinigte Staaten | Sunshine Hall               |
| 22. Februar 2008 | San Antonio               | Vereinigte Staaten | White Rabbit                |
| 25. Februar 2008 | Dallas                    | Vereinigte Staaten | The Door                    |
| 26. Februar 2008 | Tulsa                     | Vereinigte Staaten | Otherside                   |
| 27. Februar 2008 | Sauget (St. Clair County) | Vereinigte Staaten | Pop's                       |
| 29. Februar 2008 | Cincinnati                | Vereinigte Staaten | The Underground             |
| 01. März 2008    | Buffalo                   | Vereinigte Staaten | Xtreme Wheelz               |
| 02. März 2008    | Millvale                  | Vereinigte Staaten | Mr. Small's Theatre         |
| 03. März 2008    | New York City             | Vereinigte Staaten | Blender Theatre at Gramercy |
| 05. März 2008    | Worcester                 | Vereinigte Staaten | The Palladium               |
| 06. März 2008    | Towson                    | Vereinigte Staaten | The Recher Theatre          |
| 07. März 2008    | Philadelphia              | Vereinigte Staaten | Trocadero                   |
| 08. März 2008    | Richmond                  | Vereinigte Staaten | The National                |
| 10. März 2008    | Jacksonville              | Vereinigte Staaten | Jack Rabbits                |
| 11. März 2008    | Ft. Lauderdale            | Vereinigte Staaten | Culture Room                |
| 12. März 2008    | Orlando                   | Vereinigte Staaten | The Social                  |
| 13. März 2008    | Orlando                   | Vereinigte Staaten | The Social                  |
| 14. März 2008    | Saint Petersburg          | Vereinigte Staaten | The State Theatre           |
| 15. März 2008    | Pensacola                 | Vereinigte Staaten | American Legion Post 33     |
| 16. März 2008    | Little Rock               | Vereinigte Staaten | Juanita's Cantina Ballroom  |
| 17. März 2008    | Joplin                    | Vereinigte Staaten | The Foundry Music Theatre   |
| 19. März 2008    | Louisville                | Vereinigte Staaten | Headliners                  |
| 20. März 2008    | Atlanta                   | Vereinigte Staaten | The Masquerade              |
| 21. März 2008    | Charlotte                 | Vereinigte Staaten | Tremont Music Hall          |
| 22. März 2008    | Greenville                | Vereinigte Staaten | The Handlebar               |

### Bamboozle Left
| Datum          | Stadt  | Land               | Veranstaltungsort             | Besucher |
| -------------- | ------ | ------------------ | ----------------------------- | -------- |
| 06. April 2008 | Irvine | Vereinigte Staaten | Verizon Wireless Amphitheatre | > 20,000 |

### Warped Tour
| Datum           | Stadt                         | Land               | Veranstaltungsort                      |
| --------------- | ----------------------------- | ------------------ | -------------------------------------- |
| 20. Juni 2008   | Pomona                        | Vereinigte Staaten | Pomona Fairgrounds                     |
| 21. Juni 2008   | San Francisco                 | Vereinigte Staaten | Pier 30/32                             |
| 22. Juni 2008   | Ventura                       | Vereinigte Staaten | Seaside Park                           |
| 25. Juni 2008   | Phoenix                       | Vereinigte Staaten | Cricket Wireless Pavilion              |
| 26. Juni 2008   | Las Cruces                    | Vereinigte Staaten | NMSU Practice Field                    |
| 28. Juni 2008   | Salt Lake City                | Vereinigte Staaten | Utah State Park                        |
| 29. Juni 2008   | Denver                        | Vereinigte Staaten | Invesco Field                          |
| 01. Juli 2008   | Maryland Heights              | Vereinigte Staaten | Verizon Wireless Amphitheater          |
| 02. Juli 2008   | Bonner Springs                | Vereinigte Staaten | Sandstone Amphitheater                 |
| 03. Juli 2008   | Dallas                        | Vereinigte Staaten | SuperPages.com Center                  |
| 05. Juli 2008   | Selma                         | Vereinigte Staaten | Verizon Wireless Amphitheater          |
| 06. Juli 2008   | Houston                       | Vereinigte Staaten | Sam Houston Race Park                  |
| 09. Juli 2008   | Atlanta                       | Vereinigte Staaten | Lakewood Amphitheatre                  |
| 10. Juli 2008   | Orlando                       | Vereinigte Staaten | Central Florida Fairgrounds            |
| 11. Juli 2008   | Saint Petersburg              | Vereinigte Staaten | Vinoy Park                             |
| 12. Juli 2008   | Miami                         | Vereinigte Staaten | Bicentennial Park                      |
| 13. Juli 2008   | Elkton                        | Vereinigte Staaten | St. Johns County Fairgrounds           |
| 14. Juli 2008   | Charlotte                     | Vereinigte Staaten | Verizon Wireless Amphitheatre          |
| 15. Juli 2008   | Virginia Beach                | Vereinigte Staaten | Verizon Wireless Amphitheater          |
| 16. Juli 2008   | Columbia                      | Vereinigte Staaten | Merriweather Post Pavilion             |
| 17. Juli 2008   | Cleveland                     | Vereinigte Staaten | Time Warner Cable Amphitheater         |
| 18. Juli 2008   | Detroit                       | Vereinigte Staaten | Comerica Park                          |
| 19. Juli 2008   | Mississauga                   | Kanada             | The Flats at Arrow Hall                |
| 20. Juli 2008   | Montreal                      | Kanada             | Parc Jean-Drapeau                      |
| 23. Juli 2008   | Mansfield                     | Vereinigte Staaten | Comcast Center for the Performing Arts |
| 24. Juli 2008   | Corfu                         | Vereinigte Staaten | Darien Lake Performing Arts Center     |
| 25. Juli 2008   | Camden                        | Vereinigte Staaten | Susquehanna Bank Center                |
| 26. Juli 2008   | Hempstead                     | Vereinigte Staaten | Nassau Veterans Memorial Coliseum      |
| 27. Juli 2008   | Scranton                      | Vereinigte Staaten | Toyota Pavilion                        |
| 28. Juli 2008   | Englishtown (Monmouth County) | Vereinigte Staaten | Raceway Park                           |
| 29. Juli 2008   | Burgettstown                  | Vereinigte Staaten | Post-Gazette Pavilion                  |
| 30. Juli 2008   | Cincinnati                    | Vereinigte Staaten | Riverbend Music Center                 |
| 31. Juli 2008   | Noblesville                   | Vereinigte Staaten | Verizon Wireless Music Center          |
| 01. August 2008 | Milwaukee                     | Vereinigte Staaten | Marcus Amphitheater                    |
| 02. August 2008 | Tinley Park                   | Vereinigte Staaten | First Midwest Bank Amphitheater        |
| 03. August 2008 | Shakopee                      | Vereinigte Staaten | Canterbury Park                        |
| 05. August 2008 | Saskatoon                     | Kanada             | Credit Union Theatre                   |
| 06. August 2008 | Calgary                       | Kanada             | Race City Motorsport Park              |
| 08. August 2008 | Nampa                         | Vereinigte Staaten | Idaho Center                           |
| 09. August 2008 | George                        | Vereinigte Staaten | The Foundry Music Theatre              |
| 10. August 2008 | St. Helens                    | Vereinigte Staaten | Columbia Meadows                       |
| 13. August 2008 | Fresno                        | Vereinigte Staaten | Save Mart Center                       |
| 14. August 2008 | Chula Vista                   | Vereinigte Staaten | Cricket Wireless Amphitheatre          |
| 15. August 2008 | Mountain View                 | Vereinigte Staaten | Shoreline Amphitheatre                 |
| 16. August 2008 | Marysville                    | Vereinigte Staaten | Sleep Train Amphitheatre               |
| 17. August 2008 | Carson                        | Vereinigte Staaten | The Home Depot Center                  |

### The Delicious Tour
| Datum             | Stadt          | Land               | Veranstaltungsort     |
| ----------------- | -------------- | ------------------ | --------------------- |
| 17. Oktober 2008  | Phoenix        | Vereinigte Staaten | Phix Gallery          |
| 18. Oktober 2008  | Albuquerque    | Vereinigte Staaten | Launchpad             |
| 20. Oktober 2008  | San Antonio    | Vereinigte Staaten | White Rabbit          |
| 21. Oktober 2008  | Dallas         | Vereinigte Staaten | The Door              |
| 22. Oktober 2008  | Houston        | Vereinigte Staaten | Java Jazz             |
| 23. Oktober 2008  | Metairie       | Vereinigte Staaten | The High Ground       |
| 24. Oktober 2008  | Little Rock    | Vereinigte Staaten | Vino's                |
| 25. Oktober 2008  | Pensacola      | Vereinigte Staaten | The Red Door          |
| 26. Oktober 2008  | Orlando        | Vereinigte Staaten | The Door              |
| 28. Oktober 2008  | Jacksonville   | Vereinigte Staaten | Jack Rabbits          |
| 30. Oktober 2008  | Douglasville   | Vereinigte Staaten | The 7 Venue           |
| 31. Oktober 2008  | Wilmington     | Vereinigte Staaten | The Soapbox           |
| 01. November 2008 | Virginia Beach | Vereinigte Staaten | Club Relevant         |
| 02. November 2008 | Baltimore      | Vereinigte Staaten | The Ottobar           |
| 04. November 2008 | Philadelphia   | Vereinigte Staaten | The Unitarian Church  |
| 06. November 2008 | New York City  | Vereinigte Staaten | The Knitting Factory  |
| 07. November 2008 | Hackensack     | Vereinigte Staaten | School Of Rock        |
| 08. November 2008 | Buffalo        | Vereinigte Staaten | Xtreme Wheelz         |
| 09. November 2008 | Detroit        | Vereinigte Staaten | The Shelter           |
| 11. November 2008 | Tinley Park    | Vereinigte Staaten | Mojoes Rock House     |
| 12. November 2008 | Mount Vernon   | Vereinigte Staaten | The Living Room       |
| 13. November 2008 | Evansville     | Vereinigte Staaten | Boney Junes           |
| 14. November 2008 | Joplin         | Vereinigte Staaten | The Foundry           |
| 15. November 2008 | Wichita        | Vereinigte Staaten | OZ Café               |
| 16. November 2008 | Denver         | Vereinigte Staaten | Cervantes Masterpiece |
| 17. November 2008 | Salt Lake City | Vereinigte Staaten | Studio 600            |
| 18. November 2008 | Pocatello      | Vereinigte Staaten | Icon                  |
| 20. November 2008 | Seattle        | Vereinigte Staaten | El Corazon            |
| 21. November 2008 | Portland       | Vereinigte Staaten | Hawthorne Theatre     |
| 22. November 2008 | Orangevale     | Vereinigte Staaten | Boardwalk             |
| 23. November 2008 | Modesto        | Vereinigte Staaten | Sideline              |
| 24. November 2008 | Fresno         | Vereinigte Staaten | The Belmont           |
| 25. November 2008 | Las Vegas      | Vereinigte Staaten | Jillian's             |
| 26. November 2008 | West Hollywood | Vereinigte Staaten | The Troubadour        |
| 28. November 2008 | Anaheim        | Vereinigte Staaten | Chain Reaction        |
| 29. November 2008 | San Diego      | Vereinigte Staaten | Soma Sidestage        |

### Taste of Chaos
| Datum            | Stadt                          | Land               | Veranstaltungsort         |
| ---------------- | ------------------------------ | ------------------ | ------------------------- |
| 14. Februar 2009 | Los Angeles                    | Vereinigte Staaten | Palladium                 |
| 15. Februar 2009 | San Jose                       | Vereinigte Staaten | San Jose Civic Auditorium |
| 16. Februar 2009 | Chico                          | Vereinigte Staaten | Senator Theatre           |
| 18. Februar 2009 | San Diego                      | Vereinigte Staaten | House of Blues            |
| 19. Februar 2009 | Tucson                         | Vereinigte Staaten | Rialto Theatre            |
| 20. Februar 2009 | Las Vegas                      | Vereinigte Staaten | House of Blues            |
| 21. Februar 2009 | Salt Lake City                 | Vereinigte Staaten | In the Venue              |
| 22. Februar 2009 | Denver                         | Vereinigte Staaten | Fillmore                  |
| 24. Februar 2009 | Milwaukee                      | Vereinigte Staaten | Eagles Ballroom           |
| 25. Februar 2009 | Cincinnati                     | Vereinigte Staaten | Bogart's                  |
| 26. Februar 2009 | Rochester                      | Vereinigte Staaten | Armory                    |
| 27. Februar 2009 | Worcester                      | Vereinigte Staaten | Palladium                 |
| 28. Februar 2009 | Hartford                       | Vereinigte Staaten | Webster Theatre           |
| 02. März 2009    | Providence                     | Vereinigte Staaten | Lupo's                    |
| 03. März 2009    | Clifton Park (Saratoga County) | Vereinigte Staaten | Northern Lights           |
| 04. März 2009    | New York City                  | Vereinigte Staaten | Nokia                     |
| 05. März 2009    | Sayreville                     | Vereinigte Staaten | Starland Ballroom         |
| 06. März 2009    | Philadelphia                   | Vereinigte Staaten | Electric Factory          |
| 07. März 2009    | Baltimore                      | Vereinigte Staaten | Rams Head Live            |
| 08. März 2009    | Columbus                       | Vereinigte Staaten | Newport                   |
| 09. März 2009    | Cleveland                      | Vereinigte Staaten | Agora Theatre             |
| 10. März 2009    | Detroit                        | Vereinigte Staaten | Fillmore                  |
| 11. März 2009    | St. Louis                      | Vereinigte Staaten | Pageant                   |
| 12. März 2009    | Chicago                        | Vereinigte Staaten | Aragon                    |
| 13. März 2009    | Minneapolis                    | Vereinigte Staaten | Myth                      |
| 14. März 2009    | Kansas City (Missouri)         | Vereinigte Staaten | Beaumont Club             |
| 17. März 2009    | Ft. Lauderdale                 | Vereinigte Staaten | Revolution                |
| 18. März 2009    | Orlando                        | Vereinigte Staaten | Hard Rock Cafe            |
| 19. März 2009    | Atlanta                        | Vereinigte Staaten | Tabernacle                |
| 21. März 2009    | Houston                        | Vereinigte Staaten | Verizon Wireless Theatre  |
| 22. März 2009    | San Antonio                    | Vereinigte Staaten | Sunset Station            |
| 23. März 2009    | Dallas                         | Vereinigte Staaten | Palladium Ballroom        |
| 26. März 2009    | Boise                          | Vereinigte Staaten | Knitting Factory          |
| 27. März 2009    | Portland                       | Vereinigte Staaten | Roseland                  |
| 28. März 2009    | Seattle                        | Vereinigte Staaten | Showbox                   |
| 29. März 2009    | Spokane                        | Vereinigte Staaten | Knitting Factory          |
| 30. März 2009    | Vancouver                      | Kanada             | Commodore                 |
| 01. April 2009   | Calgary                        | Kanada             | MacEwan Hall              |
| 03. April 2009   | Edmonton                       | Kanada             | Event Centre              |
| 04. April 2009   | Saskatoon                      | Kanada             | Odeon                     |
| 05. April 2009   | Winnipeg                       | Kanada             | Burton Cummings           |
| 08. April 2009   | Toronto                        | Kanada             | Koolhaus                  |
| 09. April 2009   | Montreal                       | Kanada             | Metropolis                |